# Netherlands Women’s Tri-Nation Series 2024
Die Netherlands Women’s ODI Tri-Nation Series 2024 waren zwei Cricket-Turniere, die in den Niederlanden im jeweils WODI- und WTwenty20-Cricket ausgetragen wurden. An beiden Drei-Nationen-Turnier traten neben dem Gastgeber aus den Niederlanden, Schottland und die Papua-Neuguinea teil. Die beiden Turniere wurden zwischen dem 5. und 16. August 2024 ausgetragen. Schottland gewann beide Serien.

## Netherlands Women’s ODI Tri-Nation Series 2024

### Format
Der Titel wurde in einer Gruppe ermittelt, wobei jede Mannschaft gegen jede zwei Mal auftritt. Für einen Sieg gab es zwei, für ein Unentschieden oder No Result einen Punkt.

### Stadion
Das folgende Stadion wurde für das Turnier ausgewählt.
| Stadion                     | Stadt      | Kapazität | Spiele        |
| --------------------------- | ---------- | --------- | ------------- |
| VRA Cricket Ground          | Amstelveen | 04.500    | 3. – 6. Spiel |
| Sportpark Maarschalkerweerd | Utrecht    |           | 1. & 2. Spiel |

### Kaderlisten
| WODI | WODI | WODI |
| Niederlande | Papua-Neuguinea | Schottland |
| --- | --- | --- |
| - Babette de Leede (K, wk) - Merel Dekeling - Caroline de Lange - Hannah Landheer - Eva Lynch - Phebe Molkenboer - Frederique Overdijk - Robine Rijke - Robin Schmidt - Silver Siegers - Annemijn Thomson - Annemijn van Beuge - Myrthe van den Raad - Carlijn van Koolwijk - Iris Zwilling | - Brenda Tau (K, wk) - Vicky Araa - Vicky Buruka - Kevau Frank - Mahuta Jayphert - Sibona Jimmy - Dika Lohia - Lakshmi Rajadurai - Tanya Ruma - Pauke Siaka - Henao Thomas - Geua Tom - Isabel Toua - Naoani Vare | - Abtaha Maqsood (K) - Chloe Abel - Abbi Aitken-Drummond - Olivia Bell - Darcey Carter - Priyanaz Chatterji - Maryam Faisal (wk) - Gabriella Fontenla - Katherine Fraser - Saskia Horley - Lorna Jack (wk) - Megan McColl - Niamh Muir - Nayma Sheikh - Ellen Watson (wk) |

### Spiele
Tabelle
| Teams           | Sp. | S | N | NR | P | NRR    |
| --------------- | --- | - | - | -- | - | ------ |
| Schottland      | 4   | 3 | 1 | 0  | 6 | +0.803 |
| Niederlande     | 4   | 3 | 1 | 0  | 6 | +0.323 |
| Papua-Neuguinea | 4   | 0 | 4 | 0  | 0 | −1.189 |

Spiele
| 5. August Scorecard | Utrecht | Papua-Neuguinea 148 (35.3)        | – | Niederlande 149-7 (37.1) |
|                     |         | Niederlande gewinnt mit 3 Wickets |   |                          |

Die Niederlande gewannen den Münzwurf und entschieden sich als Feldmannschaft zu beginnen. Als Spielerin des Spiels wurde Robine Rijke ausgezeichnet. 
| 6. August Scorecard | Utrecht | Schottland 258-6 (50)          | – | Papua-Neuguinea 196 (46.1) |
|                     |         | Schottland gewinnt mit 62 Runs |   |                            |

Papua-Neuguinea gewann den Münzwurf und entschieden sich als Feldmannschaft zu beginnen. Als Spielerin des Spiels wurde Saskia Horley ausgezeichnet. 
| 8. August Scorecard | Amstelveen | Schottland 180 (41.1)             | – | Niederlande 181-7 (40.4) |
|                     |            | Niederlande gewinnt mit 3 Wickets |   |                          |

Schottland gewann den Münzwurf und entschied sich als Schlagmannschaft zu beginnen. Als Spielerin des Spiels wurde Iris Zwilling ausgezeichnet. 
| 9. August Scorecard | Amstelveen | Papua-Neuguinea 191 (48.5)       | – | Niederlande 192-9 (47.2) |
|                     |            | Niederlande gewinnt mit 1 Wicket |   |                          |

Die Niederlande gewannen den Münzwurf und entschieden sich als Feldmannschaft zu beginnen. Als Spielerin des Spiels wurde Phebe Molkenboer ausgezeichnet. 
| 11. August Scorecard | Amstelveen | Papua-Neuguinea 133 (40.3)       | – | Schottland 134-6 (27.2) |
|                      |            | Schottland gewinnt mit 4 Wickets |   |                         |

Schottland gewann den Münzwurf und entschied sich als Feldmannschaft zu beginnen. Als Spielerin des Spiels wurde Saskia Horley ausgezeichnet. 
| 12. August Scorecard | Amstelveen | Schottland 187 (49.5)          | – | Niederlande 153 (44.4) |
|                      |            | Schottland gewinnt mit 34 Runs |   |                        |

Schottland gewann den Münzwurf und entschied sich als Feldmannschaft zu beginnen. Als Spielerin des Spiels wurde Saskia Horley ausgezeichnet.

## Netherlands Women’s Twenty20 Tri-Nation Series 2024

### Format
Der Titel wurde in einer Gruppe ermittelt, wobei jede Mannschaft gegen jede ein Mal auftrat. Für einen Sieg gab es zwei, für ein Unentschieden oder No Result einen Punkt.

### Stadion
Das folgende Stadion wurde für das Turnier ausgewählt.
| Stadion            | Stadt      | Kapazität | Spiele        |
| ------------------ | ---------- | --------- | ------------- |
| VRA Cricket Ground | Amstelveen | 04.500    | 1. – 5. Spiel |

### Kaderlisten
| WODI | WODI | WODI |
| Niederlande | Papua-Neuguinea | Schottland |
| --- | --- | --- |
| - Babette de Leede (K, wk) - Merel Dekeling - Caroline de Lange - Hannah Landheer - Eva Lynch - Phebe Molkenboer - Frederique Overdijk - Robine Rijke - Robin Schmidt - Silver Siegers - Annemijn Thomson - Annemijn van Beuge - Myrthe van den Raad - Carlijn van Koolwijk - Iris Zwilling | - Brenda Tau (K, wk) - Vicky Araa - Vicky Buruka - Kevau Frank - Mahuta Jayphert - Sibona Jimmy - Dika Lohia - Lakshmi Rajadurai - Tanya Ruma - Pauke Siaka - Henao Thomas - Geua Tom - Isabel Toua - Naoani Vare | - Abtaha Maqsood (K) - Chloe Abel - Abbi Aitken-Drummond - Olivia Bell - Darcey Carter - Priyanaz Chatterji - Maryam Faisal (wk) - Gabriella Fontenla - Katherine Fraser - Saskia Horley - Lorna Jack (wk) - Megan McColl - Niamh Muir - Nayma Sheikh - Ellen Watson (wk) |

### Spiele
Tabelle
| Teams           | Sp. | S | N | NR | P | NRR    |
| --------------- | --- | - | - | -- | - | ------ |
| Schottland      | 2   | 2 | 0 | 0  | 4 | +1.075 |
| Papua-Neuguinea | 2   | 0 | 1 | 1  | 1 | −0.800 |
| Niederlande     | 2   | 0 | 1 | 1  | 1 | −1.350 |

Spiele
| 14. August Scorecard | Amstelveen | Niederlande 66-1 (8.2) | – | Papua-Neuguinea |
|                      |            | No Result              |   |                 |

Papua-Neuguinea gewann den Münzwurf und entschied sich als Feldmannschaft zu beginnen. Spiel wurde auf Grund von Regenfällen abgesagt.
| 15. August Scorecard | Amstelveen | Schottland 117-7 (20)          | – | Papua-Neuguinea 101 (19.3) |
|                      |            | Schottland gewinnt mit 16 Runs |   |                            |

Schottland gewann den Münzwurf und entschied sich als Schlagmannschaft zu beginnen. Als Spielerin des Spiels wurde Darcey Carter ausgezeichnet. 
| 16. August Scorecard | Amstelveen | Schottland 145-4 (20)          | – | Niederlande 118-9 (20) |
|                      |            | Schottland gewinnt mit 27 Runs |   |                        |

Die Niederlande gewannen den Münzwurf und entschieden sich als Feldmannschaft zu beginnen. Als Spielerin des Spiels wurde Nayma Sheikh ausgezeichnet.